# Nicolas Rossolimo
Nicolas Rossolimo foi um jogador de xadrez russo que participou das Olimpíadas de xadrez pela França e Estados Unidos. Rossolimo participou das edições de 1950 e 1972 pela França, jogando no segundo tabuleiro e primeiro tabuleiro, respectivamente, conquistado a medalha de prata em 1950. Nas edições de 1958, 1960 e 1966 foi 1º reserva (1958 e 1960) e segundo reserva da equipe dos Estados Unidos tendo conquistado a medalha de bronze em 1958 e duas de prata por equipes em 1960 e 1966.